# Fulgor Libertas Forlì 2013-2014
La Fulgor Libertas Forlì 2013-2014 ha preso parte al primo campionato dilettantistico italiano di Divisione Nazionale A Gold dopo la riforma dei campionati dilettantistici del 2013.

## Stagione
Dopo l'ennesima rivoluzione estiva, dove la compagine romagnola ha rischiato per l'ennesima volta di non prendere parte al campionato: con i pochi soldi a disposizione il nuovo General Manager, Maurizio Giannelli, coadiuvato dall'esperto Stefano Benzoni, nuovo direttore sportivo, hanno allestito una formazione giovanissima. Scaduti tutti i contratti della sorprendente formazione guidata la stagione precedente da Sandro Dell'Agnello, accasatosi sulla prestigiosa panchina della Victoria Libertas Pesaro, l'unico giocatore rimasto sotto contratto è il giovane Nicolò Basile. I nuovi arrivi sono stati il riminese Nicholas Crow, l'ala forte Giacomo Eliantonio, l'ala piccola Luigi Sergio, il giovane playmaker Lorenzo Saccaggi e il duo americano Jazzmarr Ferguson, proveniente dalla seconda lega australiana, e il centro Tyler Cain. A completare la formazione sono stati aggregati altri giovanissimi ragazzi, Leonardo Battistini proveniente dal vivaio di Reggio Emilia, il sammarinese Julian Gualtieri, e il rientrante dal prestito nel campionato di DNC Riccardo Ravaioli.

## Dettaglio partite
| Gior. | Data             | Partita                                               | Ris.   | Mvp Forlì | Scarto |
| 1     | 6 ottobre 2013   | Azzurro Napoli Basket 2013 - Fulgor Libertas Forlì    | 74-73  | Cain      | -1     |
| 2     | 14 ottobre 2013  | Fulgor Libertas Forlì - Lighthouse Trapani            | 82-74  | Crow      | +8     |
| 3     | 20 ottobre 2013  | Aurora Basket Jesi - Fulgor Libertas Forlì            | 61-60  | Cain      | -1     |
| 4     | 27 ottobre 2013  | Credito di Romagna Forlì - Aquila Basket Trento       | 55-59  | Cain      | -4     |
| 5     | 31 ottobre 2013  | Manital Torino - Credito di Romagna Forlì             | 99-94  | Cain      | -5     |
| 6     | 3 novembre 2013  | Credito di Romagna Forlì - Sigma Barcellona           | 72-93  | Cain      | -21    |
| 7     | 10 novembre 2013 | Tezenis Verona - Credito di Romagna Forlì             | 74-71  | Saccaggi  | -3     |
| 8     | 17 novembre 2013 | Credito di Romagna Forlì - Upea Capo d'Orlando        | 71-79  | Cain      | -8     |
| 9     | 24 novembre 2013 | Credito di Romagna Forlì - GZC Veroli                 | 81-79  | Ferguson  | +2     |
| 10    | 1º dicembre 2013 | Aget Imola - Credito di Romagna Forlì                 | 66-68  | Cain      | +2     |
| 11    | 8 dicembre 2013  | Novipiù Casale Monferrato - Credito di Romagna Forlì  | 65-45  | Cain      | -20    |
| 12    | 15 dicembre 2013 | Credito di Romagna Forlì - FMC Ferentino              | 91-78  | Cain      | +13    |
| 13    | 22 dicembre 2013 | Angelico Biella - Credito di Romagna Forlì            | 85-77  | Ferguson  | -8     |
| 14    | 29 dicembre 2013 | Credito di Romagna Forlì - Pallacanestro Trieste 2004 | 91-78  | Saccaggi  | +1     |
| 15    | 5 gennaio 2014   | Centrale del Latte Brescia - Credito di Romagna Forlì | 94-75  | Ferguson  | -19    |
| 16    | 12 gennaio 2014  | Credito di Romagna Forlì - Azzurro Napoli Basket 2013 | 71-57  | Cain      | +14    |
| 17    | 19 gennaio 2014  | Lighthouse Trapani - Credito di Romagna Forlì         | 94-77  | Ferguson  | -17    |
| 18    | 26 gennaio 2014  | Credito di Romagna Forlì - Aurora Basket Jesi         | 71-61  | Ferguson  | +10    |
| 19    | 1º febbraio 2014 | Aquila Basket Trento - Credito di Romagna Forlì       | 89-76  | Ferguson  | -13    |
| 20    | 6 febbraio 2014  | Credito di Romagna Forlì - Manital Torino             | 63-70  | Cain      | -7     |
| 21    | 9 febbraio 2014  | Sigma Barcellona - Credito di Romagna Forlì           | 70-76  | Ferguson  | -4     |
| 22    | 16 febbraio 2014 | Credito di Romagna Forlì - Tezenis Verona             | 62-67  | Ferguson  | -5     |
| 23    | 23 febbraio 2014 | Upea Capo d'Orlando - Credito di Romagna Forlì        | 75-67  | Sergio    | -8     |
| 24    | 2 marzo 2014     | GZC Veroli - Credito di Romagna Forlì                 | 76-60  | Cain      | -16    |
| 25    | 16 marzo 2014    | Credito di Romagna Forlì - Aget Imola                 | 86-58  | Sergio    | +28    |
| 26    | 23 marzo 2014    | Credito di Romagna Forlì - Novipiù Casale Monferrato  | 84-74  | Cain      | +10    |
| 27    | 30 marzo 2014    | FMC Ferentino - Credito di Romagna Forlì              | 86-67  | Cain      | -19    |
| 28    | 6 aprile 2014    | Credito di Romagna Forlì - Angelico Biella            | 67-69  | Cain      | -2     |
| 29    | 13 aprile 2014   | Pallacanestro Trieste 2004 - Credito di Romagna Forlì | 78-75  | Ferguson  | -3     |
| 30    | 27 aprile 2014   | Credito di Romagna Forlì - Centrale del Latte Brescia | 87-101 | Cain      | -14    |